# Anton Bruckner, apogée de la symphonie
Anton Bruckner, apogée de la symphonie, est le titre d'un ouvrage de musicologie de Paul-Gilbert Langevin, écrit en collaboration avec quelques autres musicologues et musiciens, paru en 1977 aux éditions L'Âge d'Homme, et consacré à l'œuvre du compositeur autrichien Anton Bruckner et de ses héritiers directs. 

## Composition de l'ouvrage

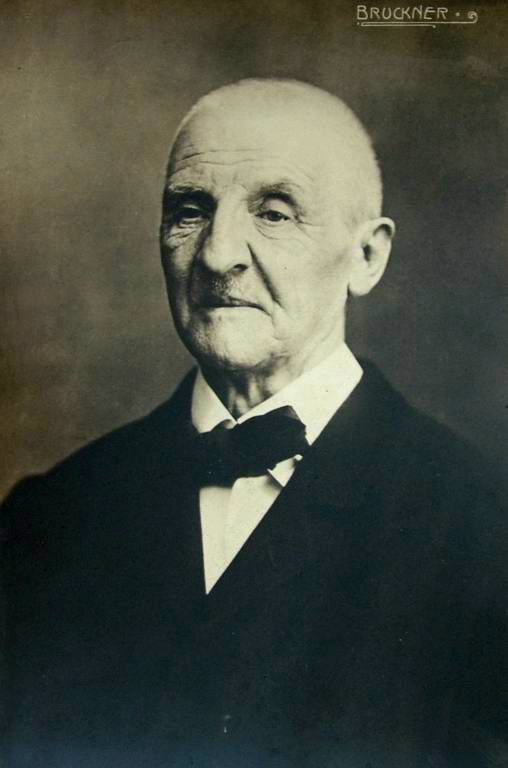
Anton Bruckner.

L'ouvrage, publié en 1977, prolonge Le Siècle de Bruckner, paru deux ans plus tôt, du même auteur, et est basé sur la thèse de doctorat d'esthétique musicale de cet auteur, à l'Université de Vincennes, sous la direction du philosophe et musicologue Daniel Charles, soutenue en 1974 et intitulée : Anton Bruckner, perspective esthétique et étude analytique en relation avec les éditions critiques.
La première partie rappelle l'essentiel des éléments biographiques sur le compositeur autrichien, puis s'intéresse à l'apport d'Anton Bruckner à la forme symphonique au double plan de l'histoire et de la morphologie. La deuxième partie est une description des œuvres d'église, de celui qui fut connu comme organiste avant d'être connu comme compositeur. La troisième partie, la partie centrale de l'ouvrage, analyse une à une les symphonies, des analyses « où l'étude rigoureuse des formes se double sans cesse d'ouvertures intuitives ». Les autres genres abordés par Anton Bruckner sont évoqués dans la dernière partie. Plusieurs textes complémentaires suivent, d'autres auteurs : Éric-Paul Stekel, Hans-Hubert Schönzeler, Gustav Kars, Edward Neill,  Harry Halbreich et Claude-André Desclouds.

## Réception
Françoise Malettra, dans un article du magazine Diapason exprime son enthousiasme à la parution de l'ouvrage : 

« Une documentation unique, une analyse approfondie des onze symphonies qui constituent le noyau essentiel de l’ouvrage et surtout une solide argumentation destinée […] à annuler les innombrables malentendus critiques et polémiques […] il semble bien que le travail de Paul-Gilbert Langevin aura contribué à marquer la fin d'une trop longue « traversée du désert. »

Le journal Le Monde qualifie l'ouvrage de « véritable somme », de « mine de renseignements historiques, bibliographiques, discographiques et critiques ».
Dans un article paru dans Acta Musicologica en 1991, François Lesure, cite l'ouvrage parmi ceux des plus importants parus depuis 1958 en France, consacrés à des musiciens étrangers. L'article « Anton Bruckner » de Paul Hawkshaw dans le Grove (2001), cite les deux ouvrages en français de Langevin consacrés à Bruckner dans sa bibliographie (essentiellement anglaise et allemande, il n'y a qu'un autre ouvrage en français : celui d'Alfred Westarp daté de 1911). Le Dictionnaire biographique des musiciens de Theodore Baker et Nicolas Slonimsky, le cite également dans la bibliographie.

## Éditions
- Paul-Gilbert Langevin, Anton Bruckner, apogée de la symphonie, Éditions L'Âge d'Homme, Lausanne, 1977 (OCLC 680825756).